# Heavy Metal (catch)
Erick Francisco Casas Ruiz  est un catcheur mexicain plus connu sous le nom de Heavy Metal pour la Consejo Mundial de Lucha Libre (CMLL). Il est le fils de l'arbitre Pepe Casas et le frère de Negro Casas et Felino.

## Palmarès
- Asistencia Asesoría y Administración
  - AAA Campeón de Campeones Championship (1 fois)
  - Mexican National Tag Team Championship (1 fois) avec Latin Lover
  - Mexican National Welterweight Championship (2 fois)

- International Wrestling Revolution Group 
  - IWRG Intercontinental Heavyweight Championship (1 fois)
  - IWRG Intercontinental Trios Championship (1 fois) avec Negro Casas et El Felino

- Power Slam
  - PS 50 : 1994/42

- Pro Wrestling Illustrated
  - Classé 174e des 500 meilleurs catcheurs en 1995

- Total Nonstop Action Wrestling
  - America's X Cup (2004) avec Mr. Águila, Juventud Guerrera, Abismo Negro, et Héctor Garza

- Universal Wrestling Association 
  - UWA World Light Heavyweight Championship (1 fois)
  - UWA World Junior Light Heavyweight Championship (1 fois)

- World Wrestling Association 
  - WWA Welterweight Championship (1 fois)

- Autres titres
  - Naucalpan Tag Team Championship (1 fois) avec Mr. Cid

## Récompenses des magazines
| Année | 1995 | 1996 | 1997 | 1998 | 1999 | 2000 à 2001 | 2002 | 2003 | 2004 | 2005 | 2006 | 2007 | 2008 | 2009 à 2010 | 2011 | 2012       | 2013 | 2014 à 2021 | 2022 |
| ----- | ---- | ---- | ---- | ---- | ---- | ----------- | ---- | ---- | ---- | ---- | ---- | ---- | ---- | ----------- | ---- | ---------- | ---- | ----------- | ---- |
| Rang  | 174  | 201  | 163  | 135  | 95   | Non classé  | 112  | 109  | 184  | 221  | 180  | 163  | 240  | Non classé  | 174  | Non classé | 256  | Non classé  | 469  |